# I Found Out
I Found Out is een nummer van de Britse indierockband The Pigeon Detectives uit 2006. Het is de tweede single van hun debuutalbum Wait for Me.
Waar de eerste single "You Know I Love You" uitliep op een flop, betekende "I Found Out" de doorbraak voor The Pigeon Detectives in hun thuisland het Verenigd Koninkrijk. Het bereikte daar een bescheiden 39e positie. In het Nederlandse taalgebied wist de plaat geen hitlijsten te bereiken.
In 2007 werd het nummer opnieuw uitgebracht met producer Stephen Street, die eerder al werkte met The Smiths en Blur.

## Tracklijst
CD
1. "I Found Out"
2. "Left Alone"
3. "Hello (My Old Friend)"

7" versie 1
1. "I Found Out"
2. "Left Alone"

7" versie 2
1. "I Found Out"
2. "Hello (My Old Friend)"